# Мабіногіон

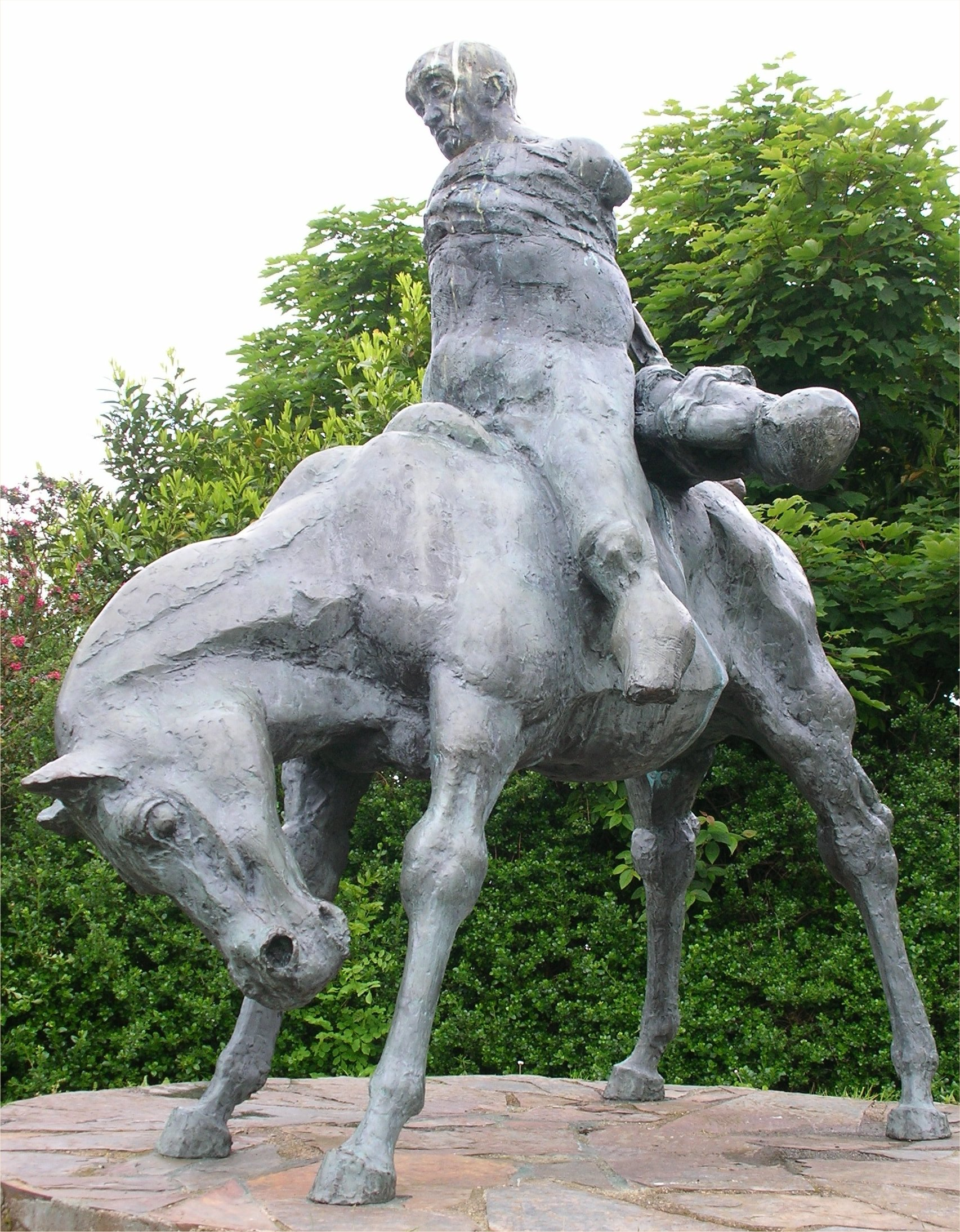
Скульптура, що зображає сцену з «Бранвен», яка встановлена біля замку Харлех

«Мабіногіон» — традиційна назва, що додається до циклу валлійських повістей, створених в основному в середньоваллійський період, але почасти висхідних, імовірно, до давніх традицій залізної доби. Цю назву було вперше докладено до цього циклу леді Шарлоттою Гест, першою їх перекладачкою на англійську мову. Насправді правильною є назва Мабіногі (валл. Mabinogi), та й воно стосується лише так званих «Чотирьох гілок Мабіногі» (валл. Pedair Cainc y Mabinogi), перших чотирьох повістей циклу.
Цілком весь цикл зберігся в рукописах, відомих як «Червона Книга з Хергеста» та Біла Книга Рідерха; крім того, фрагменти окремих повістей збереглися в інших джерелах.

## Склад циклу
До «Мабіногіона» входять три групи повістей:
- «Чотири гілки» власне «Мабіногі» (валл. Pedair Cainc y Mabinogi)
  - «Пуйлл, володар Діведа» (валл. Pwyll Pendefig Dyfed)
  - «Бранвен, дочка Лліра» (валл. Branwen ferch Llyr)
  - «Манавідан, син Лліра» (валл. Manwyddan fab Llyr)
  - «Мат, син Матонві» (валл. Math fab Mathonwy)
- Три лицарських романи (валл. Y Tair Rhamant), близьких за сюжетом до деяких з романів Кретьєна де Труа. Не цілком ясно, чи є вони перекладами творів Кретьєна або й ті, й інші сходять до близьких прототипів.
  - «Передур, син Еврауга» (валл. Peredur fab Efrawg)
  - «Овейн, або пані джерела» (валл. Owain, neu Iarlles y Ffynnon)
  - «Герейнт і Енід» (валл. Gereint ac Enid), або «Герейнт, син Ербіна» (валл. Gereint fab Erbin)
- Самостійні повісті
  - «Ллід і Ллевеліс» (валл. Lludd a Llefelys)
  - «Сон Макса» (валл. Breuddwyd Macsen)
  - «Кілхух і Олвен» (валл. Culhwch ac Olwen) - ця повість багатьма визнана найбільш архаїчною, зокрема, вона містить безліч відомостей про артурівські традиції самого Уельсу
  - «Сон Ронабві» (валл. Breuddwyd Rhonabwy) (відсутня у Білій Книзі)

Шарлотта Гест також включила до «Мабіногіон» виклад легенди про Таліесіна, але вона ніяк не пов'язана з жодною з інших повістей. Крім того, вона відсутня і в Білій, і в Червоній книгах.

## «Мабіногіон» чи «Мабіногі»?
Назву «Мабіногі» в рукописах докладено лише до чотирьох повістей: «Пуйлл, володар Діведа», «Бранвен, дочка Лліра», «Манавідан, син Лліра» і «Мат, син Матонві». Кожна з них закінчується в рукописах версією колофона Ac yuelly y teruyna y geing hon yma or Mabynnogyon'І так тут закінчується ця гілка Мабіногі. При цьому саме слово виглядає по-різному: якщо в Червоній книзі завжди використовується слово mabinogi, то в Білій зустрічаються форми mabynnogyon, mabinyogi, mabinogi. При цьому варіант mabinnogyon, як показав ще Івор Вільямс, автор найавторитетнішого видання Чотирьох гілок, є помилкою писарів, обумовленою словом dyledogyon («дворяни»), що зустрічається в попередньому рядку. Інші повісті з циклу не супроводжуються цим Колофоном, так що назва «Мабіногі» стосується тільки цих чотирьох.

## Значення назви
Воно досі є спірним. Часто припускається, ніби слово mabinogi пов'язане зі словом валл. mab 'син'. Запропоновано наступні варіанти:
- 'Історії для юнацтва'
- 'Матеріал, пов'язаний з мистецтвом mabinog'а, нібито «учня барда й письменника» (правда, таке слово ніде не засвідчене)
- 'Історія про чиєсь юнацтво' - 'життєпис'. Ця версія слабка тим, що єдиний персонаж, який об'єднує всі чотири гілки, - дотри, син Пуйлла, але, скажімо, в «Бранвені» він не грає майже ніякої ролі в оповіданні, хоча і фігурує в ньому
- 'Матеріал, що розповідає про бога Мапона і його оточення, Maponalia'

## Час створення
Сам рукопис Білої Книги належить приблизно до 1350 року, Червона Книга була складена приблизно між 1382 і 1410 роками, проте самі повісті написані набагато раніше - це випливає, зокрема, з того, що уривки їх збереглися в рукописах XIII століття. Особливо бурхливі суперечки розгорнулися навколо датування Чотирьох гілок. Івор Вільямс запропонував дату до 1100 року, ґрунтуючись на історичних та лінгвістичних даних. Навпаки, Сондерс Льюїс відстоював кінець XII століття. Т.М. Чарлз-Едвардз в 1970-му році вказав, що історичні аргументи обох досить слабкі, а з мовної точки зору, на його думку, найкраще підходила дата в XI столітті. Патрік Сімс-Вільямс, провівши ретельне лінгвістичне дослідження, датував Чотири гілки часом між 1060 і 1200 роком. Ендрю Бриз припустив, що їх автором була жінка, Гвенлліант вверх Гріфід, з княжого роду Гвінед, що жила приблизно з 1090 до 1137 р.
Важливість цих дискусій полягає в тому, що якщо Чотири гілки були створені до появи «Історії королів Британії» Гальфрида Монмутського (приблизно 1136), яка сформувала середньовічну артурівську традицію, то їхня цінність для розуміння автентичної традиції Уельсу різко зростає; при цьому загальновизнано, що «Кілхух і Олвен», безсумнівно, багато в чому перегукується з догальфридовською традицією.

## Переклади
Перший переклад «Мабіногіон» англійською здійснила британська лінгвістка, мовознавиця, підприємиця та колекціонерка мистецтва леді Шарлотта Гест. Щоправда, в її перекладах є неточності, а частину епізодів вона опустила як аморальні. Існують також переклади Джеффрі Гантца та Патріка Форда (не у всьому точні) і братів Джонс (досить ретельний, але архаїчний за мовою). Останній за часом науковий переклад тексту англійською, з докладним коментарем, належить Шонед Девіс (2007).

### Переклади
- Davies, Sioned. The Mabinogion. Oxford, New-York: Oxford University Press, 2007. ISBN 978-0-19-283242-9.
- Ford, Patrick K. The Mabinogi and Other Medieval Welsh Tales. Berkeley: University of California Press, 1977. ISBN 0-520-03414-7 (неповний)
- Gantz, Jeffrey. Trans. The Mabinogion. London and New York: Penguin Books, 1976. ISBN 0-14-044322-3.
- Guest, Lady Charlotte. The Mabinogion. Dover Publications, 1997. (У цьому виданні немає купюр, введених леді Гест))
- Jones, Gwyn and Jones, Thomas. The Mabinogion. Everyman's Library, 1949; revised in 1989, 1991.

### Оригінальний текст
- Branwen Uerch Lyr. Ed. Derick S. Thomson. Medieval and Modern Welsh Series Vol. II. Dublin: Dublin Institute for Advanced Studies, 1976. ISBN 1-85500-059-8
- Culhwch and Olwen: An Edition and Study of the Oldest Arthurian Tale. Rachel, Bromwich and D. Simon Evans. Eds. and trans. Aberystwyth: University of Wales, 1988; Друге видання, 1992. (Існує також валлійське видання)
- Cyfranc Lludd a Llefelys. Ed. Brynley F. Roberts. Medieval and Modern Welsh Series Vol. VII. Dublin: Dublin Institute for Advanced Studies, 1975.
- Llyfr Gwyn Rhydderch. Ed. J. Gwenogvryn Evans. Cardiff: University of Wales Press, 1973.
- Pedeir Keinc y Mabinogi. Ed. Ifor Williams. Cardiff: University of Wales Press, 1951. ISBN 0-7083-1407-4 (перше і до сих пір авторитетне видання)
- Pwyll Pendeuic Dyuet.Ed. R. L. Thomson. Medieval and Modern Welsh Series Vol. I. Dublin: Dublin Institute for Advanced Studies, 1986. ISBN 1-85500-051-2
- Peredur fab Efrawg.Golygwyd gan P. W. Thomas. Caerdydd: Gwag Prifysgol Cymru, 2000.

### Вторинні джерела
- Charles-Edwards, T.M. «The Date of the Four Branches of the Mabinogi»Transactions of the Honourable Society of Cymmrodorion(1970): 263-298.
- Ford, Patrick K. «Prolegomena to a Reading of the Mabinogi: 'Pwyll' and 'Manawydan.'»Studia Celtica,16 / 17(1981–1982): 110-25.
- Ford, Patrick K. "Branwen: A Study of the Celtic Affinities," Studia Celtica 22/23 (1987/1988): 29-35.
- Hamp, Eric P. «Mabinogi.» Transactions of the Honourable Society of Cymmrodorion (1974-1975): 243-249.
- Hamp, Eric P. «Mabinogi and Archaism.» Celtica 23 (1999) [Архівовано 9 травня 2009 у Wayback Machine.]
- Sims-Williams, Patrick. «The Submission of Irish Kings in Fact and Fiction: Henry II, Bendigeidfran, and the dating of the Four Branches of the Mabinogi», Cambridge Medieval Celtic Studies, 22(Winter 1991): 31-61.
- Sullivan, C. W. III (ed). The Mabinogi, A Books of Essays. New York: Garland Publishing, Inc., 1996. ISBN 0-8153-1482-5

### Переклади
- Mabinogi Translations Новий анотований переклад [Архівовано 28 лютого 2021 у Wayback Machine.] Чотирьох гілок, виконаний Уіллом Паркером (англ.)
- Sacred Texts: The Mabinogion [Архівовано 29 квітня 2021 у Wayback Machine.] Переклад леді Гест (англ.)
- Мабіногіон [Архівовано 10 травня 2011 у Wayback Machine.]. Переклад з валлійського Вадима Ерліхман.
- Е.А. Парина. Огляд перекладів «Чотирьох гілок Мабіногі» [Архівовано 11 жовтня 2011 у Wayback Machine.] // Язык и культура кельтов. Материалы IX коллоквиума. СПб, «Наука», 2003.

### Оригінальні тексти
- Mabinogion [Архівовано 23 червня 2011 у Wayback Machine.] на сайті проекту TITUS
- Pwyll Pendeuic Dyuet в Wikisource
- Branwen uerch Lyr в Wikisource
- Peredur fab Efrawg на сайті Кардіфського університету